# Manerebia staudingeri
Manerebia staudingeri är en fjärilsart som beskrevs av Forster 1964. Manerebia staudingeri ingår i släktet Manerebia och familjen praktfjärilar. Inga underarter finns listade i Catalogue of Life.